# Aloys Schaefer (Politiker)
Aloys Schaefer (* 5. Januar 1911 in Dingelstädt; † 7. November 1999 in Münster) war ein deutscher Verwaltungsjurist und Politiker (CDU).

## Leben
Aloys Schaefer wurde im thüringischen Dingelstädt geboren und legte sein Abitur 1930 ab. Abschließend studierte er Rechtswissenschaften an den Universitäten in Breslau, Genf, Halle, Paris und London. Er war Mitglied der katholischen Studentenverbindungen KDStV Greiffenstein (Breslau) Frankfurt am Main (seit 1930) und KDStV Winfridia (Breslau) Münster im CV. 1934 promovierte Schaefer und begann seine dreijährige Referendarausbildung. 1937 wurde er Assessor und ein Jahr darauf zum Hilfsrichter berufen. Von 1939 bis 1941 war er Leiter der Sozialabteilung bei Henschel & Sohn in Kassel und daraufhin bis 1945 Leiter einer Rechtsabteilung der I.G. Farben.
Nach Ende des Zweiten Weltkriegs war er Mitbegründer der Christlich Demokratische Union Deutschlands im Landkreis Eichsfeld und wurde Bürgermeister seines Geburtsorts. Schaefer war Landrat des Landkreises Eichsfeld von 1945 bis 1946, als er inhaftiert wurde. Am 25. Februar 1947 wurde er in Weimar vom Militärtribunal der Sowjetischen Militäradministration des Landes Thüringen nach Art. 58-14 StGB der RSFSR zu zehn Jahren "Besserungsarbeitslager" verurteilt. Die Strafe verbüßte er im sowjetischen Speziallager Sachsenhausen sowie in den DDR-Strafvollzugsanstalten Untermaßfeld und Torgau. Am 18. Januar 1954 wurde er vorfristig entlassen. Nach seiner Entlassung siedelte er nach Westdeutschland über und wurde Leiter einer Personalstelle bei der Vereinigten Seidenweberei in Krefeld. Er war bis 1977 als Geschäftsführer verschiedener Wirtschaftsverbände aktiv. Sein Nachlass wird vom Archiv für Christlich-Demokratische Politik verwaltet.
Aloys Schaefer wurde 1991 zum Ehrenbürger von Dingelstädt ernannt. Er nahm an der Bundesversammlung 1994 teil. 1997 wurde ihm das Große Verdienstkreuz der Bundesrepublik Deutschland verliehen.
Die Hauptmilitärstaatsanwaltschaft der Russischen Föderation rehabilitierte Aloys Schaefer am 28. August 2002 als Opfer politischer Repressionen.

## Werke (Auswahl)
- Geschichte der Stadt Dingelstädt.  Verlag Josef Heinevetter, Dingelstädt, 1926.
- Lebensbericht-Landrat im Eichsfeld, Zeuge der Besatzungszeit. Verlag Cordier, Heiligenstadt, 3. Auflage 1995
- Zur Verwaltungsgeschichte des Eichsfeldes. Mit Blick zurück und Blick nach vorn. In: Unser Eichsfeld. 1. Jg. 1992 Heft 3, S. 124–142